# Christmas Time (Is Here Again)
"Christmas Time (Is Here Again)" is een kerstlied van de Britse band The Beatles. Het werd in 1967 opgenomen voor hun vijfde kerstsingle, "Christmas Time Is Here Again!" In 1995 werd een verkorte versie van dit nummer uitgebracht op de B-kant van de single "Free as a Bird".

## Achtergrond
In 1963 namen The Beatles voor het eerst een kerstsingle op voor de leden van hun fanclub. In de beginperiode van de band bestonden deze singles voornamelijk uit gesproken berichten voor hun fans. In 1967 was hun vijfde single "Christmas Time Is Here Again!" de eerste waarop met een vooraf geschreven script werd gewerkt. Deze single werd een eerbetoon aan radio- en televisieprogramma's en gaat over de niet-bestaande groep The Ravellers die auditie doen voor een radioprogramma van de BBC. De single bestaat uit een aantal sketches waarin de groep aan het tapdansen is, interviews geeft en zingt; daarnaast is een nepadvertentie te horen. Aan het eind van de single wensen de bandleden en producer George Martin de fans een vrolijk kerstfeest, en leest John Lennon zijn gedicht "When Christmas Time Is Over" voor.
The Beatles schreven speciaal voor deze single een kerstlied, genaamd "Christmas Time (Is Here Again)". Het is een van de weinige nummers die worden toegeschreven aan alle leden van de groep. Dit nummer bestaat vooral uit een refrein waarin de titel negen keer wordt herhaald. Het toont gelijkenissen met het op dat moment nog onuitgebrachte nummer "You Know My Name (Look Up the Number)", dat zes maanden eerder werd opgenomen.
The Beatles namen "Christmas Time Is Here Again!" op 28 november 1967 op in studio 3 van de EMI Recording Studios. De band had twee weken eerder de laatste nummers voor hun extended play Magical Mystery Tour opgenomen, waardoor dit de eerste kerstsingle werd die zij niet opnamen terwijl zij niet met een ander project bezig waren. De opnamesessie werd bijgewoond door acteur Victor Spinetti, die met Lennon werkte aan diens toneelstuk The Lennon Play: In His Own Write, en de band nodigde hem uit om mee te doen op de opname. Spinetti is te horen in de sketches en, samen met de bandleden en George Martin, in het koor van het nummer.
"Christmas Time Is Here Again!" werd op 15 december 1967 uitgedeeld aan leden van de Britse fanclub van The Beatles. Hierna was het nummer lange tijd niet officieel beschikbaar. In 1983 verscheen een geremixte versie uit 1976 op een bootlegalbum. In 1984 werd het nummer opnieuw geremixt voor het album Sessions, dat nooit verscheen; ook deze versie stond in 1985 en 1986 op bootlegalbums. Pas in december 1995 werd het nummer officieel uitgebracht als de B-kant van de single "Free as a Bird", afkomstig van het compilatiealbum Anthology 1. Op deze versie, genaamd "Christmas Time (Is Here Again)", zijn de sketches verwijderd en zijn alleen de zang en het gedicht van Lennon intact gelaten; er zijn ook kerstwensen te horen, die afkomstig zijn van de kerstsingle die in 1966. Drummer Ringo Starr nam in 1999 een soloversie van het nummer op voor zijn kerstalbum I Wanna Be Santa Claus. Op 15 december 2017 werden alle oorspronkelijke kerstsingles officieel uitgebracht op de boxset The Christmas Records.